# Биатлон на Зимским олимпијским играма 1984 — спринт за мушкарце
Такмичење у спринту у мушкој конкуренцији на Зимским олимпијским играма 1984. у Сарајевуу одржано је на олимпијском комплексу за скијашко трчање и биатлон Игман - Велико Поље 14. фебруара, 1984. са почетком у 12.00 по локалном времену.
Титулу олимпијског победника у спринту са ЛОИ 1980. бранио је Источни Немац Франк Улрих.

## Систем такмичења
Спринт је дисциплина која се у мушкој конкуренцији одржава на кружној стази од 10 км. Трче се 3 круга по 3,3 км. Такмичари почињу трку појединачно у временским размацима (30 секунди или 1 минут). У току трке гађа се два пута после првог круга из лежећег, а после другог из стојећег положеја, укупно 10 мета. Сваки промашај доноси казнени круг трчања од 150 метара.

## Земље учеснице
Учествовала су 64 биатлонца из 25 земаља.
| - Аргентина (3) - Аустралија (1) - Аустрија (3) - Бугарска (3) - Источна Немачка (3) - Западна Немачка (3) - Италија (2) - Јапан (3) - Јужна Кореја (1) | - Југославија (3) - Кина (3) - Кинески Тајпеј (1) - Костарика (1) - Мађарска (3) - Норвешка (3) - Румунија (3) - САД (3) | - Совјетски Савез (3) - Уједињено Краљевство (3) - Финска (3) - Француска (3) - Чехословачка (3) - Швајцарска (1) - Шведска (3) - Шпанија (2) |

## Коментар такмичења
Очекивао се узбудљив дуел између браниоца титуле Франка Улриха и Ејрика Калфоса, светског првака за 1982. и 1983. годину. Међутим, појединачна трка на 20 км пре три дана показала је да је Уллрицх далеко од своје бивше форме у брине на стази.
После првог гађања, 16 од 64 такмичара одлично је гађало и прошло без казненог круга, а представник Совјетског Савеза 24-годишњи Литванац Алгимантас Шална, преузео је вођство, пет секунди испред Ивон Мужел из Француске. Двојица од најмлађих почетника, 20-годишњи Јуриј Кашкаров из СССР-а и Норвежанин Ћел Себак пратили су као трећи и четврти. Два од главних фаворита, Квалфос и олимпијски победник појединачне трке на 20 км пре три дана, [Петер Ангерер], били су следећи. Квалфос је био једини који је морао да скија казнени круг. У последњем гађању, Кашкаров је промашио два пута и испаоо из круга кандидата за медаље. Себак је, са једном промашеном метом, приближио се источном Немцу Матијас Јакобу, који је имао савршену серију погодака и побољшао разлику од Себака за седам секунди. И водећи Шална и Мужел имали су два промашаја и били су иза Јакоба и Себака. Следећи фаворит до финалног гађања био је Квалфос. Промашио је једну мету и морао је да скија казнени круг, али је због брзине скијања преузео вођство, четири секунде испред Јакоба. Последњи од фаворита који је стигао био је Ангерер. Са савршеним гађањем је могао стићи Калфоса на првом месту, али пропустио је једну мету и остао трећи, само једну секунду иза Јакоба. Током последњих 2,5 км Квалфос је продужио своју предност до девет секунди и освојио прво норвешко олимпијско биатлонско злато после 12 година. Ангерер је био бржи од Јакоба у финишу и освојио своју другу појединачну олимпијску медаљу, а Јакоб, који је освојио две златне медаље за светски првенствимат 1981. и 1982. године, освојио је своју прву појединачну олимпијску медаљу обезбеђивањем бронзе. Себак и Шална су стигли девет и десет секунди прекасно, за медаљу. Улрих је морао да скија три казнена круга и поново је скијао далеко спорије од нормалног, завршивши далеко на 17. месту, 1:47 иза победника.

## Резултати
| Пласман | Име               | Земља                | Време   | Промашаји (Л*С) | Заостатак |
| ------- | ----------------- | -------------------- | ------- | --------------- | --------- |
|         | Ејрик Калфос      | Норвешка             | 30:53,8 | 2 (1+1)         | -         |
|         | Петер Ангерер     | Западна Немачка      | 31:02,4 | 1 (0+1)         | +0:08.6   |
|         | Матијас Јакоб     | Источна Немачка      | 31:10,5 | 0               | +0:16.7   |
| 4.      | Ћел Себак         | Норвешка             | 31:19,7 | 1 (0+1)         | +0:25,9   |
| 5.      | Алгимантас Шална  | Совјетски Савез      | 31:20,8 | 2 (0+2)         | +0:27,0   |
| 6.      | Ивон Мужел        | Француска            | 31:32,9 | 2 (0+2)         | +0:39,1   |
| 7.      | Франк Петер Роеч  | Источна Немачка      | 31:49,8 | 2 (2+0)         | +0:56,0   |
| 8.      | Фриц Фишер        | Западна Немачка      | 32:04,7 | 2 (1+1)         | +1:10,9   |
| 9.      | Јан Матоуш        | Чехословачка         | 32:10,5 | 3 (1+2)         | +1:16,7   |
| 10.     | Јуриј Кашкаров    | Совјетски Савез      | 32:15,2 | 2 (0+2)         | +1:21,4   |
| 11.     | Сергеј Булигин    | Совјетски Савез      | 32:19,  | 1 (0+1)         | +1:25,3   |
| 12.     | Тојво Мекикире    | Финска               | 32:22,5 | 2 (0+2)         | +1:28,7   |
| 13.     | Витјеслав Јуречек | Чехословачка         | 32:26,5 | 0               | +1:32,7   |
| 14.     | Владимир Величков | Бугарска             | 32:27,6 | 0               | +1:33,8   |
| 15.     | Тапио Пипонен     | Финска               | 32:28,7 | 1 (1+0)         | +1:34,9   |
| 16.     | Валтер Пихлер     | Западна Немачка      | 32:30,2 | 1 (1+0)         | +1:36,4   |
| 17.     | Франк Улрих       | Источна Немачка      | 32:40,2 | 3 (1+2)         | +1:46,4   |
| 18.     | Терје Керокстад   | Норвешка             | 33:00,9 | 4 (1+3)         | +2:07,1   |
| 19.     | Готлиб Ташлер     | Италија              | 33:04.9 | 1 (0+1)         | +2:11.1   |
| 20.     | Bill Carow        | САД                  | 33:05,8 | 0               | +2:12,0   |
| 21.     | Sven Fahlén       | Шведска              | 33:12,9 | 2 (0+2)         | +2:19,1   |
| 22.     | Алфред Едер       | Аустрија             | 33:17.9 | 2 (0+2)         | +2:24.1   |
| 23.     | Здењек Хак        | Чехословачка         | 33:19,3 | 3 (1+2)         | +2:25,5   |
| 24.     | Лејф Андерсон     | Шведска              | 33:21,9 | 3 (1+2)         | +2:28,1   |
| 25.     | Рони Адолфсон     | Шведска              | 33:27,0 | 4 (2+2)         | +2:33.2   |
| 26.     | Џим Вуд           | Уједињено Краљевство | 33:40,2 | 2 (1+1)         | +2:46,4   |
| 27.     | Франсис Мужел     | Француска            | 33:50,4 | 4 (3+1)         | +2:56,6   |
| 28.     | Ерик Клодон       | Француска            | 34:05,1 | 2 (1+1)         | +3:11,3   |
| 29.     | Андреас Цингерле  | Италија              | 34:07,5 | 5 (4+1)         | +3:13,7   |
| 30.     | Шоичи Киношита    | Јапан                | 34:12,2 | 1 (1+0)         | +3:18,4   |
| 31.     | Јури Митев        | Бугарска             | 34:17,4 | 1 (1+0)         | +3:23,6   |
| 32.     | Бит Мајер         | Швајцарска           | 34:22.1 | 4 (1+3)         | +3:28.3   |
| 33.     | Жолт Ковач        | Мађарска             | 34:23,9 | 1 (1+0)         | +3:30,1   |
| 34.     | Ристо Пунка       | Финска               | 34:28,5 | 4 (1+3)         | +3:34,7   |
| 35.     | Јоан Паслер       | Италија              | 34:31,4 | 4 (4+0)         | +3:37,6   |
| 36.     | Рудолф Хорн       | Аустрија             | 34:46,0 | 4 (3+1)         | +3:52,2   |
| 37.     | Габор Мајер       | Мађарска             | 34:46,3 | 3               | +3:52,5   |
| 38.     | Спас Златев       | Бугарска             | 34:51,2 | 2 (1+1)         | +3:57,4   |
| 39.     | Валтер Херл       | Аустрија             | 35:02,6 | 5 (2+3)         | +4:08,8   |
| 40.     | Џош Томпсон       | САД                  | 35:10,5 | 4 (2+2)         | +4:16,7   |
| 41.     | Георге Бердар     | Румунија             | 35:20,2 | 3 (1+2)         | +4:26,4   |
| 42.     | Доналд Нилсен     | САД                  | 35:23,3 | 3 (2+1)         | +4:29,5   |
| 43.     | Јошинобу Мурасе   | Јапан                | 35:35,9 | 3 (1+2)         | +4:42,1   |
| 44.     | Грејем Фергусон   | Уједињено Краљевство | 35:37,3 | 4 (2+2)         | +4:43,5   |
| 45.     | Сунг Јонгђуен     | Кина                 | 35:49,4 | 2 (2+0)         | +4:55,6   |
| 46.     | Љу Хунгванг       | Кина                 | 35:56,3 | 3 (1+2)         | +5:02,5   |
| 47.     | Исао Јамасе       | Јапан                | 35:57,0 | 4 (2+2)         | +5:03,2   |
| 48.     | Francisc Forika   | Румунија             | 35:59,8 | 4 (3+1)         | +5:06,0   |
| 49.     | Андреј Ланишек    | Југославија          | 36:16,0 | 5 )1+4)         | +5:22,2   |
| 50.     | Ендру Пол         | Аустралија           | 36:32,4 | 3 (1+2)         | +5:38,6   |
| 51.     | Тревор Кинг       | Уједињено Краљевство | 36:34,4 | 5 (2+3)         | +5:40,6   |
| 52.     | Imre Lestyan      | Румунија             | 36:42,8 | 4 (2+2)         | +5:49,0   |
| 53.     | Сунг Венбин       | Кина                 | 36:53,4 | 3 (0+3)         | +5:59,6   |
| 54.     | Марјан Видмар     | Југославија          | 37:08,1 | 3 (2+1)         | +6:14,3   |
| 55.     | Сесилио Фернандез | Шпанија              | 39:27,5 | 2 (1+1)         | +8:33,7   |
| 56.     | Мануел Гарсија    | Шпанија              | 40:16,6 | 6 (3+3)         | +9:22,8   |
| 57.     | Томислав Лопатић  | Југославија          | 40:18,2 | 9 (5+4)         | +9:24,4   |
| 58.     | Јожеф Лихи        | Мађарска             | 40:21,0 | 6 (2+4)         | +9:27,2   |
| 59.     | Оскар ди Ловера   | Аргентина            | 40:25,7 | 3 (2+1)         | +9:31,9   |
| 60.     | Луис Риос         | Аргентина            | 40:36,5 | 4 (2+2)         | +9:42,7   |
| 61.     | Виктор Фигероа    | Аргентина            | 41:04,2 | 5 (4+1)         | +10:10,4  |
| 62.     | Hwang Byung-Dae   | Јужна Кореја         | 44:43.2 | 6 (3+3)         | +13:49.4  |
| 63.     | Ueng Ming-Yih     | Кинески Тајпеј       | 45:38.1 | 4 (2+2)         | +14:44.3  |
| -       | Ернан Каразо      | Костарика            | НЗ      |                 | -         |

## Укупни биланс медаља у биатлонском спринту за мушкарце после 2. учешћа на ЗОИ 1980—1984.
|    | Земља           | Злато | Сребро | Бронза | Укупно |
| -- | --------------- | ----- | ------ | ------ | ------ |
| 1. | Источна Немачка | 1     | 0      | 1      | 2      |
| 2. | Норвешка        | 1     | 0      | 0      | 1      |
| 3. | СССР            | 0     | 1      | 1      | 2      |
| 4. | Западна Немачка | 0     | 1      | 0      | 1      |
|    | Укупно {4}      | 2     | 2      | 2      | 6      |

|                                       | Земља                                 | Злато                                 | Сребро                                | Бронза                                | Укупно                                |
| Није био вишеструких освајача медаља. | Није био вишеструких освајача медаља. | Није био вишеструких освајача медаља. | Није био вишеструких освајача медаља. | Није био вишеструких освајача медаља. | Није био вишеструких освајача медаља. |
| ------------------------------------- | ------------------------------------- | ------------------------------------- | ------------------------------------- | ------------------------------------- | ------------------------------------- |